# Zetiasplozna caffra
Zetiasplozna caffra är en svampart som beskrevs av Matsush. 1996. Zetiasplozna caffra ingår i släktet Zetiasplozna och familjen Amphisphaeriaceae.   Inga underarter finns listade i Catalogue of Life.